# Jan Chryzostom Bąkowski
Jan Chryzostom Bąkowski, w obcych źródłach jako: Bakoski, Bokoski, Bakowski, w Chinach nazywany Tai Weihan (ur. 22 lipca 1672 prawdopodobnie w Wikłowie, zm. w 1731 w Manili) – jezuita, misjonarz. 
Po ukończeniu studiów teologicznych i filozoficznych wyjechał do Lizbony, skąd  w 1706 roku udał się na misję do Chin. Pracował w Makau oraz w prowincjach Szantung, Zhejiang, Guangdong i Jiangxi. Od 1726 roku pracował w prowincji Jiangsu, gdzie został uwięziony i odesłany do Kantonu, skąd, nie mogąc pogodzić się z przymusową bezczynnością, wyjechał do Manili, aby prowadzić pracę misyjną wśród Chińczyków mieszkających na Filipinach. Trudy życia misyjnego w Chinach nadwerężyły mu zdrowie; zmarł w Manili w 1731 roku i tu został pochowany.
Zostawił tylko spuściznę epistolarną, częściowo w rękopisie, częściowo drukowaną po polsku, francusku i niemiecku. 